# Rosemarie Nitribitt
Rosemarie Nitribitt (teljes nevén: Maria Rosalia Auguste Nitribitt) (Düsseldorf, 1933. február 1. – Frankfurt, 1957. október 29.) egy talányos körülmények között elhunyt elsőosztályú német prostituált, akinek drámája a gazdasági csoda korszakának egyik szenzációtörténete volt.

## Élete

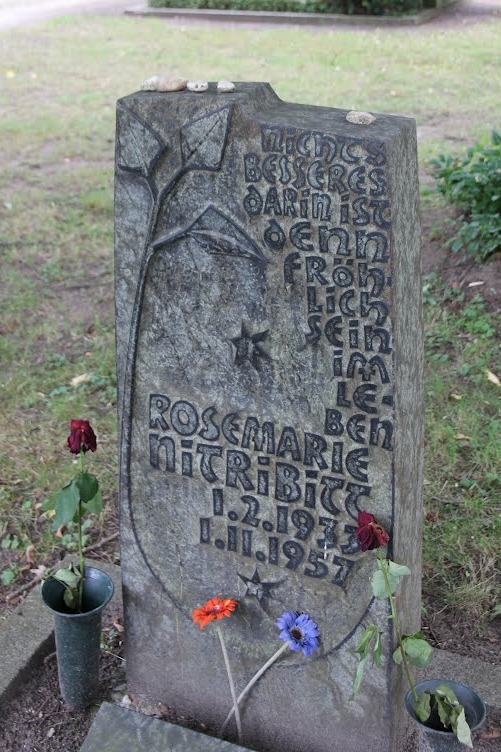
Sírköve

Mostoha körülmények közé született. Szülei meglehetősen kíméletlenül bántak vele. 1937-ben a gyámhivatal nevelőszülőkhöz küldte. Tizenegy éves korában megerőszakolta egy tizennyolc éves fiatalember.
Felnőve szabados szexuális életet élt. Manöken karrierről álmodozott, de életmódja következtében ezt senki sem támogatta. Mindenképpen híres akart lenni. Prostituáltnak állt és a kor több, mint száz neves személyével volt kapcsolata.
Hamarosan egy nyitott Mercedes sportkocsival járt, kezében egy fehér pudlit tartott, briliánsgyűrűt hordott. Közben megtanult angolul és franciául.
1957. november 1-jén szomszédai holtan találták a lakásában, és rendőrt hívtak. Már több napja halott volt, ki volt törve a nyaka, nyakán fojtogatás nyomait találták, a halál oka fulladás volt. Feltételezték, hogy a felsőbb körökből zsarolt valakit. A tényeket sohasem tudták teljesen feltárni, de az ügy kapcsán jeles és befolyásos személyek neve került a sajtóba, köztük politikusoké is.
Csillogó, szomorú élettörténetéről filmek, könyvek születtek.

## Megjelenése színpadon, filmben
- 1958: Rosemarie kisasszony(wd) (Das Mädchen Rosemarie), NSZK-film, rendezte Rolf Thiele, a címszerepben Nadja Tiller
- 1996: A kis Rosemarie(wd) (Das Mädchen Rosemarie), német tévéfilm, rendezte Bernd Eichinger, a címszerepben Nina Hoss
- 2004: Das Mädchen Rosemarie(wd), német musical, írta Dirk Witthuhn, zeneszerző Heribert Feckler